# Uvarus venustulus
Uvarus venustulus là một loài bọ cánh cứng trong họ Bọ nước. Loài này được Gschwendtner miêu tả khoa học năm 1933.